# Горный (Новгородская область)
Горный — посёлок в Анциферовском сельском поселении Хвойнинского района Новгородской области России.

## География
В Горном 3 улицы (Ветеранов, Песчаная, Свободы) и переулок Песочный.

## История
Рабочий посёлок Горный основан в конце 1950-х годов при строительстве карьерного завода.
С 2005 года Горный входил в Бродское сельское поселение, образованное в соответствии с законом Новгородской области от 11 ноября 2005 года № 559-ОЗ.
С весны 2010 года, после объединения Анциферовского и Бродского сельских поселений посёлок Горный во вновь образованном муниципальном образовании «Анциферовское сельское поселение».

## Население
| 2009 | 2010 |
| ---- | ---- |
| 175  | ↘129 |

Количество постоянных жителей доходило до 1000 человек.

## Инфраструктура
С 1950-х годов до 1990-го работал карьерный завод. Имелось 2 дробилки бункерного типа. Продукция поставлялась в Москву и соседние регионы.
Посёлок объединил и собрал большое количество местного населения из соседних деревень, которые работали на предприятии.
В посёлке был детский сад, начальная школа, клуб, библиотека, почтовое отделение. Последние 3 учреждения работают и поныне.

## Транспорт
Автомобильный и железнодорожный транспорт. Шла железнодорожная ветка от завода до Мологского железнодорожного пути (разобрана). Ближайшая ж/д станция — Киприя находится примерно в 4 км к северу.